# Plymouth Breeze
La Plymouth Breeze è un'autovettura mid-size prodotta dalla Plymouth dal 1996 al 2000.

## Il contesto
Fu commercializzata con un solo tipo di carrozzeria, berlina quattro porte. La Breeze era basata sul pianale JA del gruppo Chrysler, che era condiviso anche dalla Chrysler Cirrus e dalla Dodge Stratus. I tre modelli, infatti, erano legati tramite una tecnica commerciale conosciuta come badge engineering, ovvero veniva creato un progetto di vettura destinato ad essere venduto con vari marchi e nomi (tendenza tipica di altri gruppi automobilistici come la General Motors), e vennero soprannominati "Cloud Cars" (in italiano "auto delle nuvole"), poiché in inglese "stratus", "cirrus" e "breeze" significano, rispettivamente, "strato", "cirro"" e "brezza", perché per la creazione il gruppo decise di dare appunto alle 3 vetture, i nomi di vari tipi di nuvole. Al momento del lancio, la Breeze fu offerta con un solo tipo di allestimento, quello base. Il modello entrò nella classifica, stilata dalla rivista Car and Driver, delle dieci migliori auto statunitensi del 1997.
La Breeze fu tolta di produzione nel model year 2000 come parte del piano di dismissione del marchio Plymouth. In particolare, fu l'ultimo modello Plymouth appartenente alla categoria delle vetture mid-size. Sebbene non avesse raggiunto le vendite della Acclaim, cioè del modello predecessore, la Breeze superò comunque i volumi di vendita degli altri due modelli "gemelli".

## Il design
La Breeze era caratterizzata da una carrozzeria con abitacolo avanzato che era stato introdotto per la prima volta nel 1993 sui tre modelli del pianale LH della Chrysler che furono lanciati sul mercato nell'anno in oggetto, vale a dire la Chrysler Concorde, la Dodge Intrepid e la Eagle Vision.
Sebbene la Breeze fosse simile esteriormente alla Cirrus ed alla Stratus, tra i modelli erano presenti delle differenze importanti. La Breeze, infatti, possedeva la calandra tipica dei modelli Plymouth dell'epoca ed aveva installato dei fanali posteriori di forma squadrata che contenevano gli indicatori di direzione e le luci di retromarcia.

## L'equipaggiamento

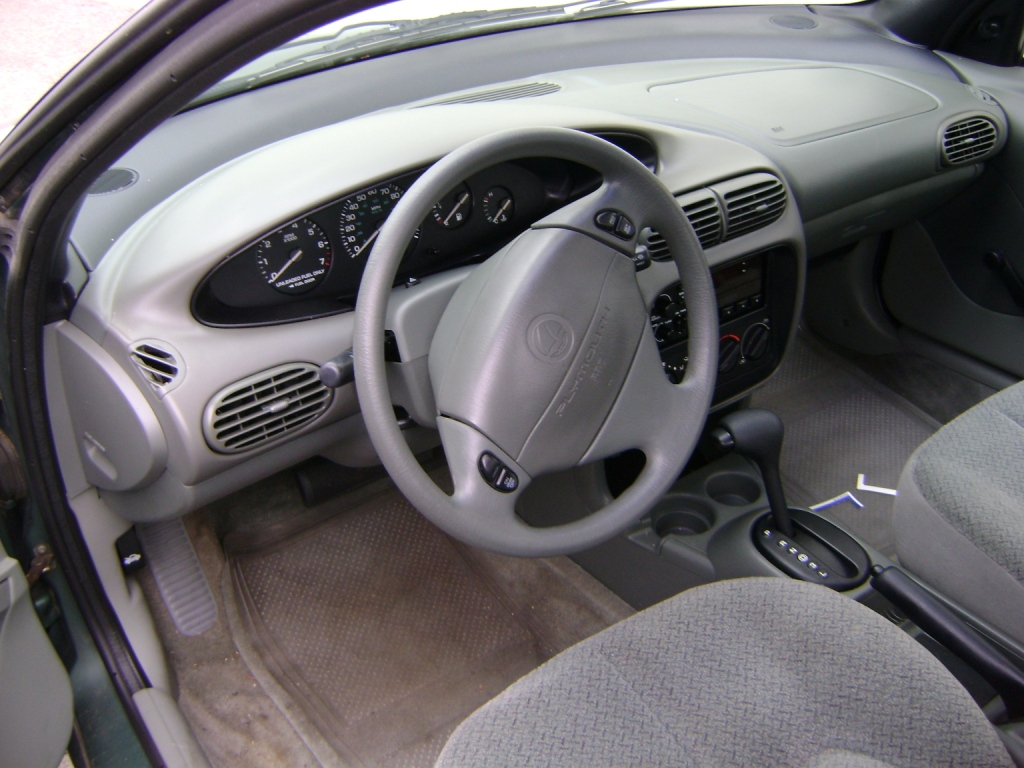
Gli interni di una Plymouth Breeze del 1996

La Plymouth, nel gruppo Chrysler, era il marchio più economico e la sua gamma comprendeva dei modelli che erano indirizzati verso una clientela che badava molto all'economicità dei propri acquisti. Come risultato, la Breeze era posizionata, insieme alla Stratus, alla base dell'offerta delle vetture costruite sul pianale JA. Per questo motivo, sulla Breeze mancava molta parte dell'equipaggiamento presente invece sulla Stratus e sulla Cirrus, come i motori V6, i cerchioni in lega, gli interni in pelle, le maniglie delle portiere in tinta con la carrozzeria, i fendinebbia ed il cambio Autostick della Chrysler.
Per la maggior parte del periodo in cui fu in produzione, la Breeze venne offerta solo nella versione base, che era dotata di un equipaggiamento quasi identico a quello dell'allestimento base della Stratus. La Breeze aveva installato di serie un quattro cilindri in linea da 2 L che erogava 132 CV di potenza, un cambio manuale a cinque rapporti, dei copricerchioni da 14 pollici, l'aria condizionata e gli airbag lato conducente e passeggero. Per completare l'equipaggiamento, sulla Breeze era possibile ordinare, tra gli optional, un cambio automatico Ultradrive 41TE a quattro rapporti, l'ABS, il piantone dello sterzo regolabile in altezza, il cruise control, gli alzacristalli elettrici, gli specchietti retrovisori regolabili elettricamente ed il tettuccio apribile. Nel 1998 e nel 1999 fu anche possibile ordinare il pacchetto "Expresso Package", che era simile all'omonimo pacchetto offerto sulla Voyager e sulla Neon. Esso includeva dei copricerchioni speciali, un sistema audio migliore e degli interni di fattura superiore. Nel 1998 fu introdotto un motore a quattro cilindri in linea da 2,4 L e 150 CV, che era però possibile ordinare solo con il cambio automatico Ultradrive 41TE.

### I motori
Erano offerti i seguenti motori: 
- 2 L di cilindrata, distribuzione monoalbero e quattro cilindri in linea;
- 2,4 L, distribuzione doppio albero a camme in testa e quattro cilindri in linea;

### Gli allestimenti
- base: 1996–2000
- "Expresso Package": 1998–1999

## I cambiamenti anno per anno

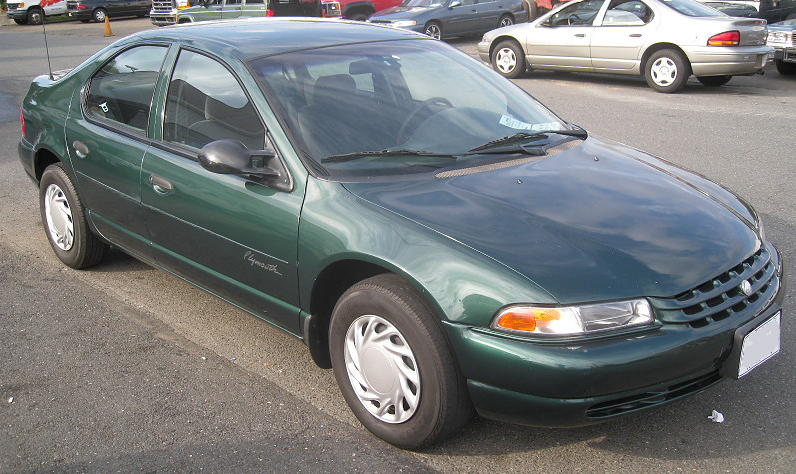
Una Plymouth Breeze del 1999

- 1996: fu l'anno del debutto del modello, che era disponibile solo con il motore da 2 L e 132 CV. Nell'anno in oggetto la Breeze fu prodotta in 46.355 esemplari;
- 1997: venne introdotta una nuova consolle che comprendeva uno spazioso vano oggetti. Inoltre furono montati un bracciolo e dei portatazza per i passeggeri posteriori. Nel 1997 vennero assemblate 70.549 unità;
- 1998: venne introdotto un nuovo motore da 2,4 L e 150 CV, che fu disponibile solo con il cambio automatico a quattro rapporti. Fu introdotto il pacchetto "Expresso Package". In questo anno vennero prodotti 66.620 esemplari;
- 1999: la novità più importante fu la revisione delle sospensioni. La produzione si assestò a 47.911 unità;
- 2000: la produzione della Breeze terminò nel 2000 a causa del piano di soppressione del marchio Plymouth. Nell'ultimo anno di produzione la Breeze fu disponibile solo in versione base. Nel 2000 vennero prodotti 2.030 esemplari.

## La fine della produzione
L'ultima Breeze uscì dalle catene di montaggio il 7 gennaio 2000. La produzione totale di Breeze fu di 233.465 esemplari, che vennero assemblati nello stabilimento Chrysler di Sterling Heights, nel Michigan.